# Oerasa
Een oerasa (Russisch: Ураса, Jakoets: ураһа; Oeraha) is een traditoneel Jakoetisch kegelvormig zomerverblijf. Een oerasa wordt gebouwd uit palen, die met berkenhout worden bedekt.
Een oerasa werd opgebouwd uit palen rond een hoepelvormig skelet. Daarvoor werden 10 tot 12 pilaren van ongeveer 2 meter lang ingegraven in een cirkel met een diameter van ongeveer 5 meter. Een houten hoepel werd boven op de bovenste uiteinden van de pilaren geplaatst en vorme zo het skelet, waarop ongeveer na elke 25 centimeter een tot 8 meter lange berken paal werd geplaatst, die bovenaan tegen elkaar leunden. De pilaren en de hoepel in de oerasa waren van oorsprong rijkelijk versierd met houtsnijwerk. Aan de binnenzijde werden ze met behulp van een aftreksel van elsschors in een roodbruine kleur geschilderd. De gordijnvormige deur werd gemaakt van berkenschors, die in verschillende patronen geborduurd werd. Om het geheel voldoende sterk te maken werd de schors in water gekookt, waarna de bovenste laag met een mes eraf werd geschraapt en in dunne stroken werd genaaid met behulp van een dun haarkoord. In de oerasa werden veldbedden (orony) geplaatst langs de wanden. Midden in de oerasa bevond zich de haard. De vloer van de oerasa bestond uit aarde.
Aangenomen wordt dat de oerasa de oorspronkelijk woning van de Jakoeten was. De hete zomers van Jakoetië maakten de oerasa tot een ideaal zomerverblijf: de berkenschors hield de hoge oerasa altijd koel bij warm weer en de lucht fris en schoon. De Jakoeten leefden van mei tot augustus in oerasa's en van augustus tot mei in winterblokhutten. De oerasa's vormden permanente gebouwen die niet werden afgebroken in de winter. De oerasa raakte buiten gebruik in tegen het einde van de 19e eeuw.
Er waren drie soorten oerasa's:
- De Mongoolse oerasa (Могол ураса): een grote oerasa voor de ontvangst van gasten, die alleen door rijken kon worden betaald. Deze stond vaak in het midden van nederzetting en werd door de dorpsoudste bewoond. Daaromheen stonden in een cirkel de kleinere dallar- en chodjol-oerasa's (zie verder). De hoogte van een Mongoolse oerasa hing af van het aantal horizontale hoepels, die de kern van de oerasa verbonden. In het etnografisch museum Etnomir in de oblast Kaloega is een rijk uitgevoerde oerasa van 8,5 meter hoog en een diameter van 6,5 meter te zien.
- de dallar-oerasa (даллар ураса): een oerasa voor de leden van een gewoon gezin.
- de chodjol-oerasa (ходьол ураса): Een kleinere variant op de dallar-oerasa.

Op 19 mei 2000 werd in het dorp Zadnoje Pole in het district Staroroesski in de oblast Novgorod een gedenkteken in de vorm van een gestileerde oerasa geplaatst voor de Jakoetische soldaten (Jakoetskië strelki) die stierven in de veldslagen om het Ilmenmeer in de winter van 1943. Het in 2004 gebouwde Station Tommot aan de Spoorlijn Amoer-Jakoetsk bestaat uit drie torens in de vorm van oerasa's. De oerasa wordt elk jaar gebouwd op het festival Yhyach, de traditionele Jakoetse viering van nieuwjaar in de zomer.

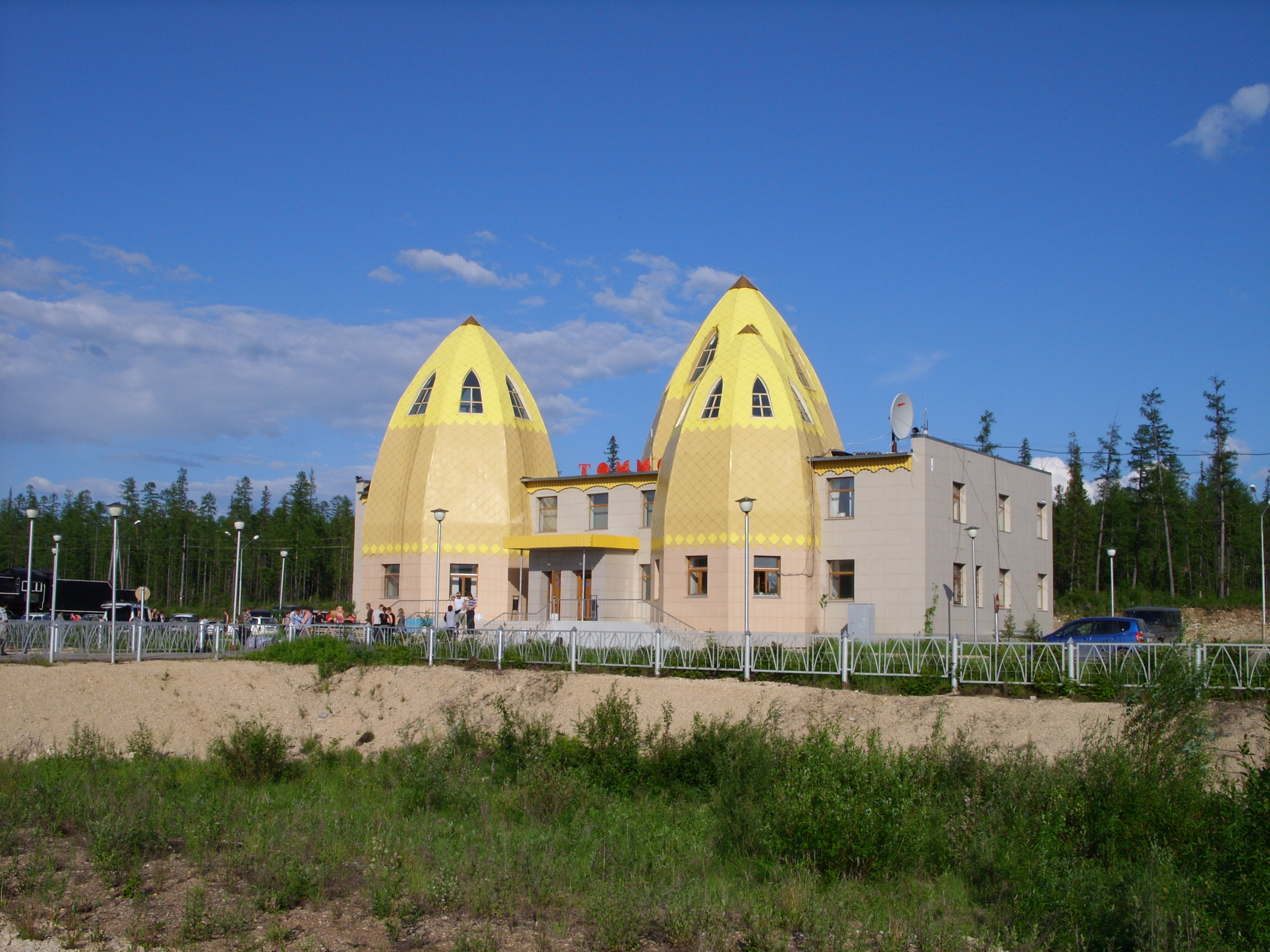
Station Tommot is opgetrokken uit drie torens in de vorm van oerasa's.